# Neuralgia del trigémino
La neuralgia del trigémino (NT o NTG), también conocida como prosopalgia, tic doloroso, enfermedad suicida o enfermedad de Fothergill, es un trastorno neuropático del nervio trigémino (V par craneal) que provoca episodios de intenso dolor en los ojos, orejas, labios, nariz, cuero cabelludo, frente, mejillas, boca, mandíbula y el lado de la cara.
El dolor de dicha neuralgia proviene como el nombre lo indica del nervio trigémino, que es uno de los pares craneales que tiene tres ramas de nervios principales: el oftálmico, el maxilar y el mandibular, de las cuales una, dos o las tres ramas del nervio trigémino pueden estar afectadas. El 1-6 % de los casos ocurren en ambos lados de la cara, pero es muy raro que ambos sean afectados al mismo tiempo. La neuralgia del trigémino más común implica a la rama media (el nervio maxilar) y la rama inferior (nervio mandibular) del nervio trigémino.
Hay una variedad de opciones de tratamiento, tanto quirúrgicos como médicos, para la neuralgia del trigémino. La carbamazepina se considera el tratamiento de primera línea. 
La asociación clínica de neuralgia del trigémino y la presencia de espasmo hemifacial se conoce como Tic doloroso o tic doloreux, se atribuye en su descripción original a Nicolás André en su libro Traité sur les maladies de l’urethre (Paris: Delaguette, 1756). Muchos consideran que la neuralgia del trigémino está entre las afecciones más dolorosas y fue denominada en ocasiones la enfermedad del suicidio por el número significativo de personas que se quitaban la vida antes de que se descubrieran tratamientos eficaces. Se estima que sufren neuralgia del trigémino una de cada 15 000 a 20 000 personas, aunque las cifras podrían ser significativamente mayores debido a que son frecuentes los diagnósticos incorrectos. Se suele desarrollar tras la edad de 40 años, aunque ha habido casos de pacientes de solo tres años de edad.

## Fisiopatología
El nervio trigémino es el quinto nervio craneal, un par craneal mixto responsable de datos sensoriales como el tacto (presión), la termocepción (temperatura) y la nocicepción (dolor) en la zona de la cara. También es responsable de la función motora de los músculos de la masticación. 
Existen algunas teorías que explican las posibles causas de este síndrome doloroso. La principal explicación es que probablemente un vaso sanguíneo esté comprimiendo el nervio trigémino en las proximidades de su conexión con el puente de Varolio. La arteria cerebral superior es la implicada más probable. Tal compresión puede dañar la vaina protectora de mielina y provocar un funcionamiento errático e hiperactivo del nervio, esto puede producir ataques de dolor a la mínima estimulación de cualquier región inervada por él así como  entorpecer la capacidad del nervio para inhibir las señales dolorosas tras el final de la estimulación. Este tipo de daño también puede estar provocado por un aneurisma, por un  tumor o por un cisto aracnoideo en ángulo pontino del cerebelo, o por un evento traumático como un accidente de coche o incluso un piercing lingual. 
El dos por ciento de pacientes con neuralgia de trigémino, habitualmente los más jóvenes, presentan evidencias de esclerosis múltiple, que puede dañar tanto al nervio trigémino como otras partes del cerebro relacionadas. Cuando no hay causa estructural, se denomina al síndrome idiopático. La neuralgia postherpética, que tiene lugar después de sufrir un herpes, puede provocar síntomas similares si está afectado el nervio trigémino.

## Síntomas

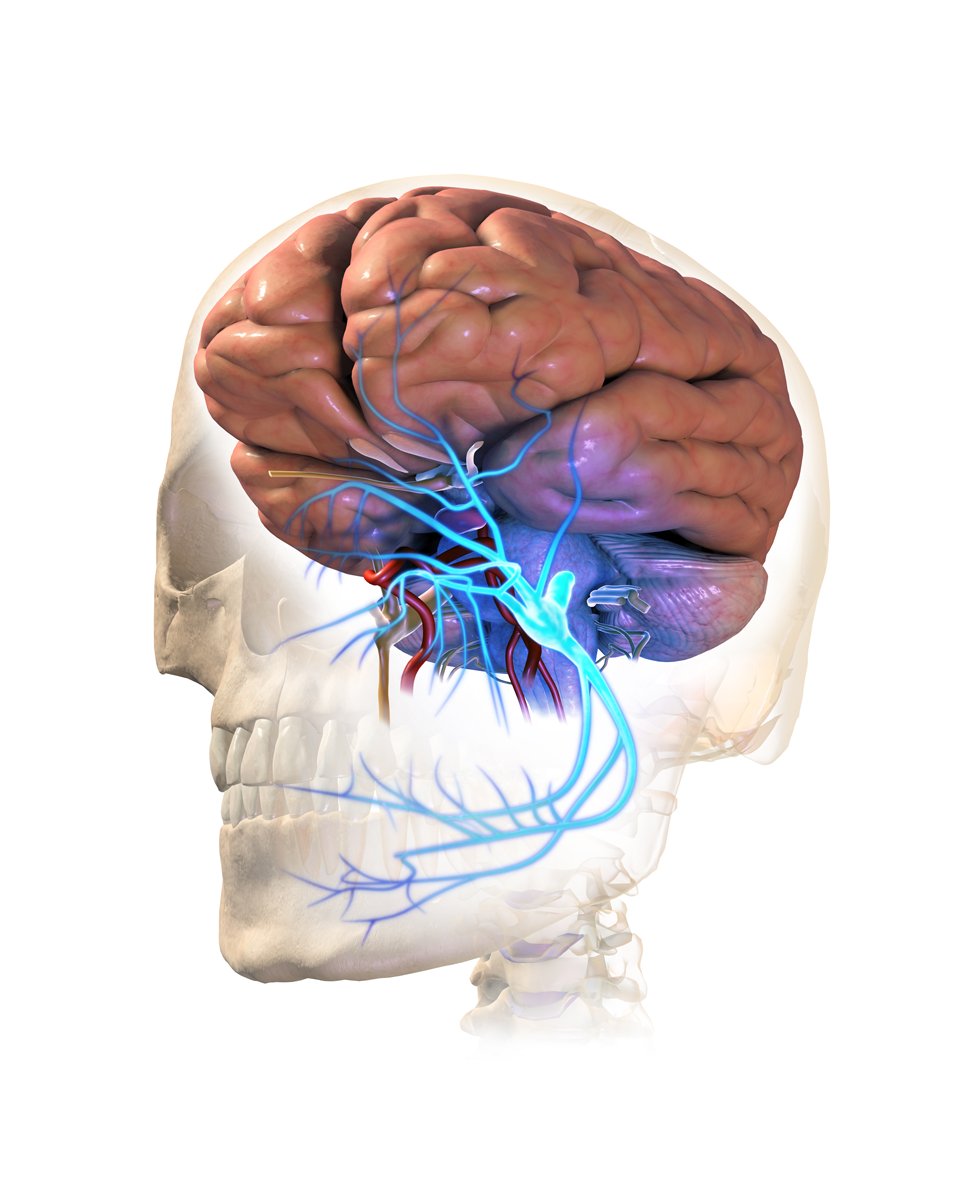
Neuralgia del trigémino.

Los episodios de dolor pueden darse de forma paroxística, o repentina. Cierto número de pacientes desarrollan neuralgia del trigémino tras un canal en las raíces dentales y pueden ir repetidamente al dentista a medida que el dolor radia a través de los dientes. Las extracciones no ayudan, puesto que el dolor se origina en el nervio trigémino y no en un nervio individual de los dientes. Debido a este problema acaban sin tratamiento durante mucho tiempo antes de recibir un diagnóstico correcto.
Para describir la sensación de dolor, los pacientes señalan un área de la cara que actúa como desencadenante, tan sensible que el mero contacto con corrientes de aire puede desencadenar un episodio de dolor. Esto afecta a su estilo de vida, puesto que el episodio lo pueden poner en marcha actividades comunes de la vida diaria de los pacientes, como el cepillado dental. Los vientos suaves tanto cálidos como húmedos, climas ventosos o incluso el más ligero contacto como un vaso pueden provocar un ataque. Los ataques son referidos como calambrazos eléctricos punzantes o como si les hubieran dado un disparo que acaba siendo intratable. 
Los ataques individuales afectan un lado de la cara cada vez, durando algunos segundos o más y se repite de una a cientos de veces a lo largo del día. El dolor también tiende a darse en ciclos con remisiones completas que duran meses o incluso años. En el 3-5 %  de los casos el dolor es bilateral. Esto indica normalmente problemas con ambos nervios trigéminos, puesto que uno inerva estrictamente el lado izquierdo de la cara y el otro lo hace con el derecho. El dolor también afecta de forma típica con más frecuencia o severidad con el tiempo. Una gran cantidad de los pacientes desarrolla el dolor en una rama, y al cabo de los años el dolor se desplaza por las otras ramas del nervio.
Se pueden dar signos de esto en varones que podrían dejar deliberadamente un área de su cara sin afeitarse para evitar que se desencadene un episodio. Las recurrencias sucesivas pueden ser incapacitantes y el miedo de provocarse un ataque puede hacer que los que lo sufren se muestren reacios a comprometerse con actividades normales.
Hay una variante de neuralgia del trigémino llamada "neuralgia atípica del trigémino". En algunos casos de neuralgia atípica, el afectado experimenta un dolor severo e incesante parecido a la migraña además de los dolores punzantes.
A esta variante se le llama a veces neuralgia del trigémino tipo 2, basándose en una clasificación reciente del dolor facial. En otros casos, el dolor es punzante e intenso, pero se puede percibir como una quemadura o picor, más que una sacudida. A veces el dolor es una combinación de sensaciones semejantes a las sacudidas, dolores tipo migraña y dolores de quemadura o comezón. También se puede sentir como un pesado dolor taladrante e implacable. Otras entidades a considerar en el diagnóstico diferencial son la neuralgia del ganglio esfenopalatino, lesiones neoplásicas del nervio, de la vaina o tejidos adyacentes al nervio y sus ramas, además de enfermedades desmielinizantes asociadas.

## Tratamiento

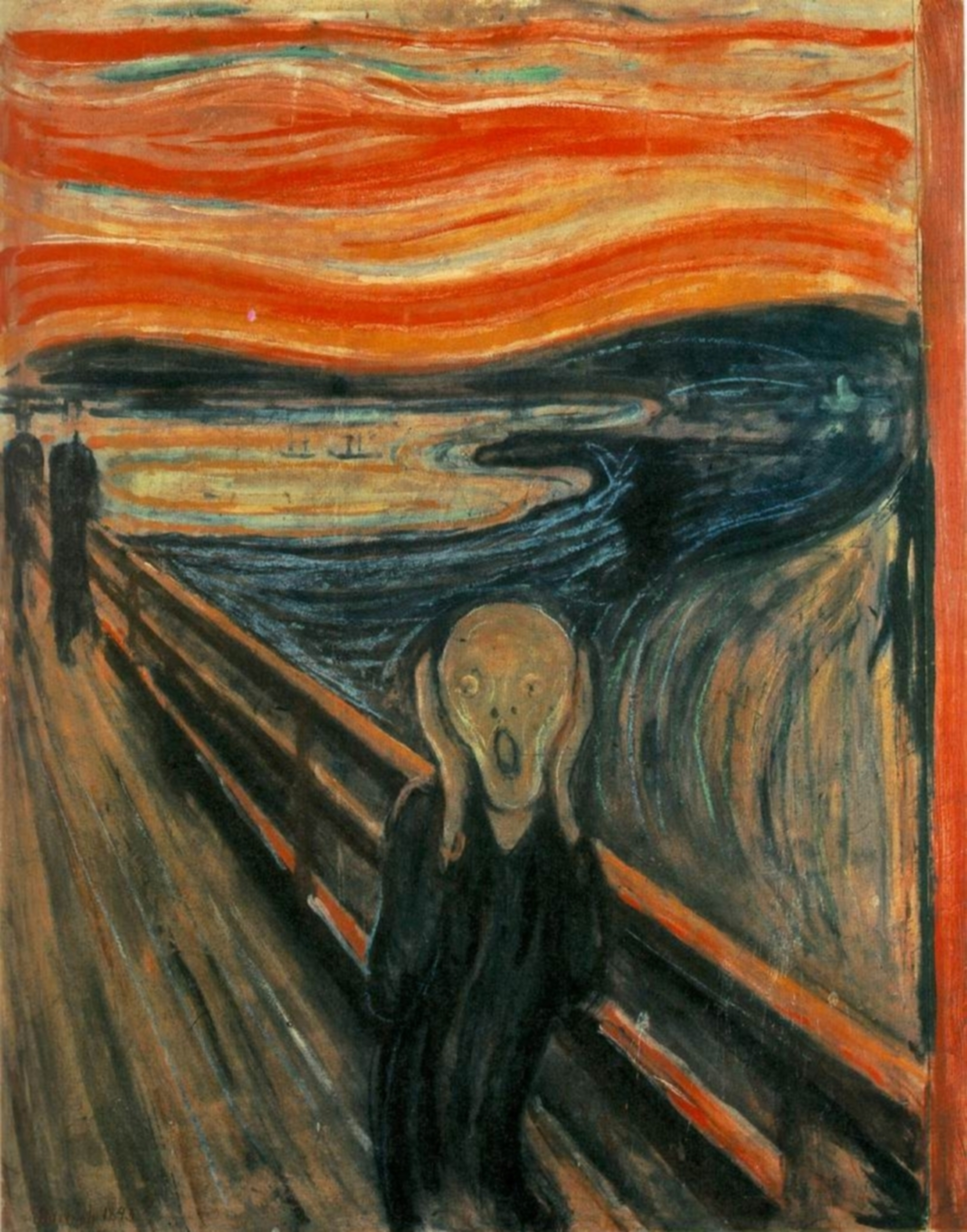
"El grito" de Edvard Munch se ha utilizado como símbolo del dolor facial en general y también específicamente de la neuralgia del trigémino.

Aunque aún no se ha establecido un método totalmente eficaz para curar la neuralgia del trigémino, la mayor parte de los pacientes mejora con el uso de medicamentos o con cirugía. La neuralgia atípica del trigémino, que implica un dolor más constante y ardiente, es más difícil de tratar, tanto con medicación como con cirugía. La cirugía puede ocasionar distintos grados de aturdimiento del paciente y llegar ocasionalmente a una "anestesia dolorosa", que se manifiesta como un aturdimiento con intenso dolor. No obstante, muchos pacientes presentan un gran alivio de los síntomas con mínimos efectos adversos.

### Medicaciones
- Anticonvulsivos como la pregabalina, carbamazepina, oxcarbazepina, topiramato,[9] fenitoína, o gabapentina son, generalmente, los medicamentos más eficaces. Los analgésicos normales no suelen hacer efecto. Los efectos anticonvulsivos se pueden potenciar con un adyuvante como el baclofeno o el clonazepam. El baclofeno también puede ayudar a algunos pacientes a comer con más normalidad si los movimientos de la mandíbula tienden a agravar los síntomas.
- Si los anticonvulsivos no son útiles y las opciones quirúrgicas han fracasado o son desaconsejables, el dolor puede ser tratado a largo plazo con opioides como la metadona.

- Mediante la Dolantina, un derivado de la morfina, que es un medicamento inyectable.

- También pueden ser eficaces en el tratamiento del dolor neuropático dosis bajas de algunos antidepresivos como la nortriptilina.

- Se puede inyectar botox en el nervio por un  facultativo y se ha visto que es útil utilizando el patrón de la "migraña" adaptándolo a las necesidades especiales del paciente.

Muchos pacientes no pueden tolerar las medicaciones durante años y un tratamiento alternativo sería tomar un fármaco como la gabapentina y aplicarse tópicamente en una crema base mediante fórmulas magistrales. También resulta útil suspender temporalmente la medicación en periodos de remisión y rotar los tratamientos si dejan de ser eficaces.
Los dolores del trigémino son tan fuertes que pueden provocar el desvanecimiento del paciente cuando este ya no soporta el dolor.

### Cirugía
Se puede recomendar la cirugía, tanto para aliviar la presión sobre el nervio como para dañarlo selectivamente de modo que se interrumpan las señales que parten hacia el cerebro, intervención conocida como neurotomía. En manos entrenadas, se ha publicado que las tasas de éxito quirúrgico superan del 90 hasta el 97 %. 
De las cinco opciones quirúrgicas, la descompresión microvascular es la única dirigida a eliminar la presunta causa del dolor. En este procedimiento, el neurocirujano accede el interior del cráneo en una región anatómica conocida como cisterna del ángulo pontocerebeloso, asiento anatómico de las estructuras neurovasculares afectadas, como el complejo venoso petrosa superior, las arterias cerebelosa superior o anteroinferior y el quinto par craneal, esto se realiza a través de una perforación craneal de pequeño tamaño denominada trépano situado detrás la oreja. Se explora el nervio en busca del vaso sanguíneo adherido o alterado en su anatomía, situación que sucede hasta en un 70 % de los casos, cuando esto sucede se procede a disecar microquirúrgicamente el/los vaso(s) del nervio trigémino, luego se separan o "descomprime" con una pequeña pieza interpuesta de material inerte conocida como prótesis que funciona como amortiguador. Cuando se tiene éxito, los procedimientos de DMV pueden proporcionar un alivio del dolor permanente sin afectar la sensibilidad facial, sin lesionar el nervio facial y la movilidad de la cara y sin compromiso de los vasos sanguíneos dando lugar a lesiones isquémicas arteriales o venosas con repercusión de las estructuras del tallo cerebral, cerebelo y sus núcleos hasta en un 1-3 %.
Otros tres procedimientos utilizan agujas o catéteres que entran a través del rostro en la apertura craneal donde el nervio se divide en sus tres divisiones, el agujero de la base del cráneo llamado oval. Se han publicado excelentes tasas de éxito utilizando un procedimiento quirúrgico percutáneo conocido como "compresión con balón". Esta técnica ha sido útil en el tratamiento de ancianos para los cuales se ha descartado la cirugía por la coexistencia de otras afecciones de salud. La compresión por balón también es la mejor elección para pacientes que tienen dolor en el nervio oftálmico o han experimentado dolor recurrente tras la descompresión microvascular, sin embargo la tasa de recurrencia es muy elevada entre los primeros ocho meses a cinco años.
Se han publicado tasas similares de éxito con inyecciones de glicerol y con rizotomías de radiofrecuencia. Las inyecciones de glicerol implican la inyección de una substancia semejante al alcon al interior de la cavidad que baña el ganglio nervioso trigeminal llamado Gasser cerca de su trifurcación. Este líquido es corrosivo para las fibras nerviosas y pueden dañar ligeramente al nervio aunque lo suficiente para interrumpir las señales dolorosas errantes. En una rizotomía de radiofrecuencia, el cirujano utiliza un electrodo para lesionar con calor de manera controlada las divisiones seleccionadas del nervio trigémino. Este procedimiento puede marcar las regiones exactas desencadenantes del dolor errante y desactivarlas con un mínimo trastorno de la sensibilidad facial, denominado parestesias, hipoestesia e hiperpatía, el mayor reto para el neurocirujano es evitar la lesión concomitante de la rama motora con la consecuente afectación para la masticación, así como la lesión sensitiva que afecte el reflejo del párpadeo con la consecuente afectación de la córnea.
El nervio también puede ser dañado para impedir la transmisión de la señal dolorosa utilizando el llamado "bisturí de rayos gamma" (Gamma Knife) o dispositivos radioquirúrgicos similares como el haz de irradiación de Novalis (Novalis shaped beam), Cyber Knife o LINAC (por sus siglas en inglés para el acelerador lineal planar o multiplanar). No se requiere realizar incisiones en esta intervención, en ocasiones solo la colocación de un sistema de planeación estereotáctica. Se emplea la radiación para bombardear la raíz del nervio, buscando el daño selectivo en el mismo punto donde se encuentran habitualmente las compresiones de los vasos sanguíneos, en la emergencia de la raíz nerviosa a nivel del tallo cerebral llamado DREZ (Por sus siglas en inglés Dorsal Root Entry Zone) o dirigido al ganglio de Gasser. Esta opción se utiliza especialmente para aquellas personas que no soportarían un tiempo largo de anestesia general, o para los que toman anticoagulantes (p. ej., la warfarina), siendo un gran inconveniente el acceso a esta tecnología de vanguardia de forma global aún es limitada y el tiempo de efectividad suele ser de tres hasta doce meses, período que el enfermo suele continuar su tratamiento farmacológico o se somete a algún procedimiento paliativo como radiofrecuencia, glicerol o globo.

### Otros
Los cuidados de salud complementarios y alternativos tales como la quiropraxia o la acupuntura se usan en ocasiones tanto en combinación con fármacos como solas para ayudar a controlar el dolor. Otros tratamientos incluyen las cremas de capsaicina, el suplemento cianocobalamina, la modificación de la dieta o cubrirse la cara para evitar el viento y otros desencadenantes sensoriales suaves.
En un caso de neuralgia del trigémino asociado con el piercing lingual, la afección se eliminó cuando se retiró la pieza de joyería.